# 3859 Börngen
A 3859 Börngen (ideiglenes jelöléssel 1987 EW) a Naprendszer kisbolygóövében található aszteroida. Edward L. G. Bowell fedezte fel 1987. március 4-én.